# Valentín Gómez Farías
José María Valentín Gómez Farías (Guadalajara, Jalisco, 14 de Fevereiro de 1781 — Cidade do México, 5 de Julho de 1858) foi um político liberal mexicano tendo sido em dois períodos presidente do México (1833 e 1846-1847).
O seu pai era comerciante e sua mãe provinha de uma rica família de Saltillo, Coahuila. Cursou medicina na Universidade de Guadalajara tendo acabado os seus estudos em 1806-07. Por esta altura contacta com o pensamento liberal de origem francesa. Participa activamente na luta pela independência do México, fazendo parte do congresso constituinte após a queda de Agustín de Iturbide.
Esteve envolvido na política como congressista, senador e em 1834 vice-presidente da república, durante a presidência de Antonio López de Santa Anna a quem substituíria temporariamente em 1833 (por suposta doença de Santa Anna). No período de cerca de uma ano como presidente interino tomou várias medidas com vista à redução dos privilégios da igreja católica e do exército o que acabaria por levar a várias revolta de militares conservadores, todas elas dominadas. Após o regresso de Santa Anna à presidência o congresso acabaria por cancelar o mandato de Gómez Farías como vice-presidente, em Janeiro de 1835 e este, cansado das lutas constantes, abandona o país e refugia-se em Nova Orleães.
Regressa ao México em 1838 sendo recebido entusiasticamente, o que causou a inveja do então presidente, Anastasio Bustamante que o mandou fazer prisioneiro, sendo no entanto rapidamente libertado por um movimento popular. Em 1840 tenta uma revolta, fracassada, o que o conduz de novo ao exílio, de onde regressa em 1845. Em 1846 é eleito novamente vice-presidente, sendo novamente presidente Santa Anna. Quando Santa Anna assume o comando das forças armadas na guerra com os Estados Unidos, Gómez Farías assume mais uma vez a presidência. Uma rebelião contra ele em Fevereiro de 1847 é dominada por Santa Anna. O cargo de vice-presidente é abolido por decreto do congresso, do qual Gómez Farías passa a fazer parte. Quando Santa Anna se autoproclama ditador em 1853 toma partido contra este e faz parte do comité que elege Juan Álvarez presidente em Outubro de 1855 (secundando o plano de Ayutla).
Em 1857 participa na elaboração da Constituição Liberal.